# National Rugby League 1958
La New South Wales Rugby Football League de 1958 fue la 51.ª edición del torneo de rugby league más importante de Australia.

## Formato
Los clubes se enfrentaron en una fase regular de todos contra todos, los cinco equipos mejor ubicados al terminar esta fase clasificaron a la postemporada.
Se otorgaron 2 puntos por el triunfo, 1 por el empate y ninguno por la derrota.

## Desarrollo

### Tabla de posiciones
| Pos. | Equipo                        | Encuentros | Encuentros | Encuentros | Encuentros | Tantos | Tantos | Tantos | Puntos |
| Pos. | Equipo                        | PJ         | PG         | PE         | PP         | F      | C      | Dif    | Puntos |
| ---- | ----------------------------- | ---------- | ---------- | ---------- | ---------- | ------ | ------ | ------ | ------ |
| 1    | St. George Dragons            | 18         | 16         | 0          | 2          | 480    | 187    | +293   | 32     |
| 2    | Western Suburbs Magpies       | 18         | 12         | 0          | 6          | 379    | 263    | +116   | 24     |
| 3    | Manly-Warringah Sea Eagles    | 18         | 11         | 1          | 6          | 291    | 251    | +40    | 23     |
| 4    | Newtown Jets                  | 18         | 10         | 0          | 8          | 297    | 252    | +45    | 20     |
| 5    | Balmain Tigers                | 18         | 10         | 0          | 8          | 254    | 273    | -19    | 20     |
| 6    | North Sydney Bears            | 18         | 9          | 0          | 9          | 279    | 322    | -43    | 18     |
| 7    | Eastern Suburbs               | 18         | 8          | 0          | 10         | 244    | 252    | -8     | 16     |
| 8    | South Sydney Rabbitohs        | 18         | 6          | 0          | 12         | 246    | 391    | -145   | 12     |
| 9    | Canterbury-Bankstown Bulldogs | 18         | 4          | 1          | 13         | 207    | 276    | -69    | 9      |
| 10   | Parramatta Eels               | 18         | 3          | 0          | 15         | 202    | 412    | -210   | 6      |

|  | Postemporada. |

### Postemporada

#### Playoff
| 19 de agosto | Newtown Jets | 4 - 15 | Balmain Tigers |  |  |

#### Semifinales
| 23 de agosto | Manly-Warringah Sea Eagles | 10 - 22 | Balmain Tigers |  |  |

| 30 de agosto | St. George Dragons | 23 - 30 | Western Suburbs Magpies |  |  |

#### Final preliminar
| 6 de septiembre | St. George Dragons | 26 - 21 | Balmain Tigers |  |  |

#### Final
| 13 de septiembre | St. George Dragons | 20 - 9 | Western Suburbs Magpies | Sydney Cricket Ground, Sídney   |  |
|                  |                    |        |                         | Asistencia: 62.283 espectadores |  |

| Bandera de Australia       |
| Campeón St. George Dragons |
| Quinto título              |